# Pierre Lapin (film, 2018)
Pour les articles homonymes, voir Pierre Lapin (homonymie).
Série Pierre Lapin
Pierre Lapin 2 : Panique en ville
(2021)
Pour plus de détails, voir Fiche technique et Distribution.
Pierre Lapin (Peter Rabbit) est une comédie américaine, écrite et réalisée par Will Gluck qui mêle animation et prises de vues réelles, sortie en 2018.
Il s'agit d'une adaptation des aventures de Pierre Lapin écrites par l'écrivaine anglaise Beatrix Potter. Ce film réuni Domhnall Gleeson  et Daisy Ridley qui se sont déjà côtoyés dans la postlogie Star Wars de Disney.
Le film suit Pierre et ses amis qui aiment tout particulièrement se nourrir des légumes du jardin appartenant au vieil homme habitant près de leur terrier. Lorsque ce dernier décède, Thomas, un jeune homme vivant à Londres et neveu du vieil homme dont il ne connaissait pas l'existence, hérite de sa maison. Il n'apprécie pas beaucoup les lapins à l'inverse de sa voisine avec laquelle il fait connaissance. Pierre, n'appréciant que très peu devoir partager son amie, va tenter par tous les moyens de faire fuir le nouvel arrivant.

## Synopsis
Dans le Lake District de Grande-Bretagne, Pierre Lapin, son cousin, Jeannot Lapin et ses sœurs triplés, Flopsaut, Trotsaut et Queue-de-Coton, passent la plupart de leurs journées à embêter et à voler les légumes dans le jardin du vieux M. McGregor, qui avait tué et mangé leur père. Ils sont amis avec une résidente locale de bon cœur nommée Bea, qui a joué un rôle maternel avec les lapins depuis la mort de leur mère et qui passe son temps à peindre des œuvres catastrophiques sauf sur les lapins ainsi que de la nature environnante. Un jour, Pierre a perdu sa veste dans le jardin de M. McGregor et retourne la récupérer. Cependant, c'était un piège mis par M. McGregor ; il l'attrape, mais meurt soudainement d'une crise cardiaque en raison d’une mauvaise alimentation pendant de nombreuses années. Enthousiasmé, Pierre invite tous les animaux locaux et s’installent dans la maison de M. McGregor.
Pendant ce temps, à Londres, le petit-neveu de McGregor, Thomas McGregor, un bourreau de travail tendu et contrôleur, travaille dans le département des jouets de Harrods, où il attend une promotion au poste de directeur général associé. Il accepte avec indifférence la nouvelle de la mort de son grand-oncle, étant donné qu’il ne le connaissait pas complètement. Après avoir perdu la promotion au profit d’un neveu paresseux du directeur général, Thomas perd son sang-froid et se fait virer. Lorsque Thomas apprend que la propriété de son grand-oncle est précieuse et qu'il en a hérité, il décide de l'évaluer et de la rénover pour la revendre afin de créer son propre magasin de jouets près de Harrods pour se venger. Il expulse Pierre et les autres animaux et commence à améliorer la sécurité du mur et des portes du jardin pour empêcher les animaux d’entrer malgré les objections de Bea. Lorsque Pierre et un Jeannot réticent retournent dans le jardin, Thomas les attrape et tente de noyer Jeannot dans une rivière, mais il hésite. Pierre et ses sœurs sauvent Jeannot alors que Thomas laisser tomber accidentellement un ensemble de jumelles précis que Bea lui avait donnés plus tôt dans la rivière, ce qui l’incite à les récupérer. En colère, Thomas achète une clôture électrique et un approvisionnement en dynamite pour se débarrasser des lapins.
Thomas et Bea finissent par tomber amoureux l'un de l'autre, à la grande jalousie de Pierre. Lui et Thomas commencent une guerre l'un avec l'autre où l’un plance des pièges alors que l'autre contre-attaque avec des désagréments offensifs. Les choses deviennent incontrôlable lorsque Pierre et sa famille rebranchent la clôture électrique pour donner un choc à Thomas lorsqu'il touche n'importe quelle poignée de porte menant à l'extérieur, ce qui incite Thomas à jeter de la dynamite dans le terrier des lapins. Après que les lapins ont déclenché l'allergie de Thomas aux mûres, il les attaque dans le jardin avec une partie de la dynamite, sur le chemin de la guerre contre eux et dit à Pierre que ses pitreries l'ont amené à devenir agressif. Bea, après avoir entendu l'agitation, passe, et Pierre fait exploser la dynamite, prouvant à Bea que Thomas l'utilisait, mais fait exploser accidentellement le terrier des lapins, provoquant l'effondrement de l'arbre au-dessus sur l’atelier d'art de Bea. Bea ignore l'explication de Thomas sur l'implication des lapins et met fin à leur relation, laissant un Thomas au cœur brisé pour retourner à Londres où il retrouve son emploi et aussi la promotion qui désirait tant.
Pierre ressent des remords pour les dommages que son insouciance et sa jalousie ont causé et apprend que Bea a l'intention de quitter le quartier, lui et Jeannot se rendent à Londres pour ramener Thomas. Faisant croire à Thomas qu'il imagine la capacité des lapins à parler grâce à la méditation, Pierre l'encourage à suivre son cœur. Ils se précipitent vers le pays, où Pierre montre à Bea le détonateur et le presse pour qu'elle le voie, confirmant ainsi les affirmations précédentes de Thomas selon lesquelles un lapin aurait causé l'explosion. Bea leur pardonne et décide de ne pas partir.
Pierre et sa famille utilisent leurs astuces pour chasser un couple riche désagréable qui avait acheté la maison, ce qui permet à Thomas de rester aussi. Thomas et Bea reprennent leur relation, et il permet à la faune de prendre de la nourriture du jardin dans les limites du raisonnable. Pierre et sa famille restaurent le terrier et la cour avec l'aide de Thomas et Bea, et Thomas installe son propre magasin de jouets dans le village, où Bea présente ses peintures de lapins.

## Fiche technique
- Titre original : Peter Rabbit
- Titre français et québécois : Pierre Lapin
- Réalisation : Will Gluck
- Scénario : Will Gluck et Rob Lieber, d'après le livre Pierre Lapin de Beatrix Potter
- Production : Will Gluck et Zareh Nalbandian
- Photographie : Peter Menzies Jr.
- Musique : Dominic Lewis
- Montage : Christian Gazal et Jonathan Tappin
- Société de production : Columbia Pictures, Olive Bridge Entertainment, Sony Pictures Animation, Animal Logic, Screen Australia et Screen NSW
- Distribution : Columbia Pictures
- Langue d'origine : anglais
- Genre : Comédie, animation
- Budget : 50 millions[1]
- Pays d'origine :  États-Unis,  Australie,  Royaume-Uni
- Durée : 93 minutes
- Dates de sortie :
  -  États-Unis : 3 février 2018 (avant-première à Los Angeles en Californie) ; 9 février 2018 (sortie nationale)
  -  Royaume-Uni : 11 mars 2018 (avant-première à Londres) ; 16 mars 2018
  -  France : 4 avril 2018
- Classification : PG aux États-Unis[1]; tous publics en France[2]

## Distribution
- Domhnall Gleeson (VF : Benoît Du Pac ; VQ : Dany Boudreault) : Thomas McGregor
- Sam Neill (VF : Hervé Bellon ; VQ : Mario Desmarais) : Joe McGregor
- Rose Byrne (VF : Pamela Ravassard ; VQ : Annie Girard) : Beatrix « Bea » Potter
- Marianne Jean-Baptiste (VF : Pascale Vital) : le manager général

### Distribution vocale
Madame Lapin:Catherine Griffoni 
| - James Corden : Peter Rabbit - Rose Byrne : Jemima Puddle-Duck - Margot Robbie : Flopsy Rabbit / la narratrice - Daisy Ridley : Cottontail Rabbit - Elizabeth Debicki : Mopsy Rabbit - Colin Moody : Benjamin Bunny - Sia : Miss Tiggy-Winkle - Domhnall Gleeson : Mr. Jeremy Fisher - Sam Neill : Tommy Brock - Fayssal Bazzi : Mr. Tod - Ewen Leslie : Pigling Bland - Christian Gazal : Felix D’eer - Rachel Ward : Josephine Rabbit - Bryan Brown : Mr. Rabbit - David Wenham : Johnny Town-Mouse - Alexandra Gluck et Taryn Gluck : les rats londonien - Will Reichelt : JW Rooster II - Jensen Karp : Rap Bird | - Philippe Lacheau : Pierre Lapin - Élodie Fontan : Flopsaut Lapin / la narratrice - Jessica Monceau : Queue-de-Coton Lapin - Marie Tirmont : Trotsaut Lapin - Julien Arruti : Jeannot Lapin - Véronique Augereau : Madame Piquedru - Michaël Aragones : Felix D'eer - Thierry Gary : M. Lapin - Méry Lanzafame, Michaël Lelong : solistes - Barbara Beretta, Magali Bonfils, Olivier Constantin, Emmylou Homs, Richard Rossignol, Jean-Michel Vaubien : chœurs | - Thiéry Dubé : Pierre Lapin - Geneviève Déry : Flopsaut Lapin / la narratrice - Véronique Marchand : Queue-de-Coton Lapin - Julie Beauchemin : Trotsaut Lapin - François Sasseville : Benjamin Bunny - Martin Desgagné : Pigling Bland/Nom VQ à remplir - Johanne Garneau : Miss Tiggy-Winkle |

 Source et légende : version française (VF) sur RS Doublage
 Source et légende : version québécoise (VQ) sur Doublage.qc.ca

## Sortie et accueil

### Box-office
Sorti aux États-Unis dans 3 725 salles, Pierre Lapin prend la seconde place du box-office lors de son premier week-end à l'affiche avec 25 millions $ de recettes. Le long-métrage garde cette position la semaine suivante. Il passe la cap des 100 millions $ en sixième semaine, pour finir avec 115 millions $ de recettes sur le sol américain au bout de dix-huit semaines à l'affiche. C'est toutefois à l'international que le film fait plus de recettes avec 236 millions $, grâce aux résultats au Royaume-Uni (54 millions $), en Chine (26 millions $), en Australie (20 millions $), en France (13 millions $), en Allemagne (13 millions $) et au Japon (10 millions $).
En France, Pierre Lapin sort dans 550 salles et prend directement la première place du box-office détrônant Ready Player One. Après une chute à la cinquième place en troisième semaine, qui lui permet de passer le cap du million d'entrées, le film remonte en troisième place grâce à une augmentation de salles, qui passera à 724 salles en cinquième semaine. Au bout de seize semaines à l'affiche, Pierre Lapin finit son exploitation à 1,7 million d'entrées.
| Pays ou région        | Box-office        | Date d'arrêt du box-office | Nombre de semaines |
| --------------------- | ----------------- | -------------------------- | ------------------ |
| États-Unis Canada     | 115 253 424 $     | 14 juin 2018               | 18                 |
| France,               | 1 737 492 entrées | 24 juillet 2018            | 16                 |
| Total hors États-Unis | 236 013 009 $     | 2 septembre 2018           |                    |
| Total mondial         | 351 266 433 $     | —                          | —                  |

### Réception critique

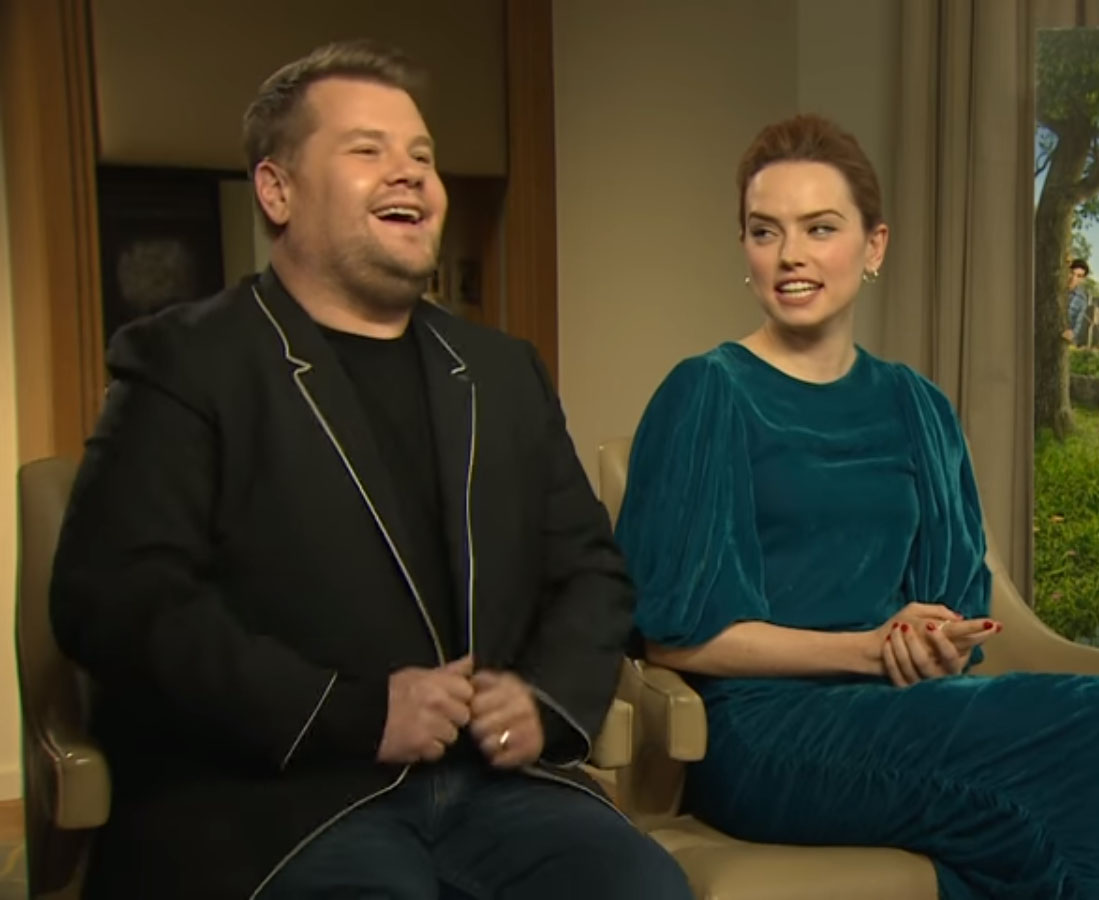
Les principaux acteurs James Corden et Daisy Ridley en promotion, en juin 2018.

Le site Rotten Tomatoes lui attribue un taux d'approbation de 62 % basé sur 117 critiques et une note moyenne de 5,8/10, avec pour consensus critique « Pierre Lapin met à jour les personnages classiques de Beatrix Potter avec des résultats agréablement attrayants qui devraient divertir les plus jeunes spectateurs tout en risquant la colère des puristes ». Sur le site Metacritic, le film a un score moyen pondéré de 52 sur 100 basé sur 25 critiques, indiquant « des critiques mélangées ou moyennes ». Les audiences sondées par CinemaScore ont donné au film une note moyenne de « A- » sur une échelle de A + à F.
En France, l'accueil est plus positif, obtenant une moyenne de 3,5/5 sur le site Allociné, basé sur 14 critiques. Première, qui voit dans le film une fable « aussi impolie qu’hilarante », parle du personnage du lapin comme maniant « autant le second degré que le slapstick, le burlesque que l'absurde », réfutant les accusations de blasphème que certains critiques ont pu émettre dans l'adaptation de l’œuvre originale, rappelant que « le ton du livre de Beatrix Potter n'était pas aussi sage que son image d'Épinal peut le laisser penser : dans un langage soutenu, l'auteure utilisait alors un humour particulièrement sardonique pour raconter une histoire encourageant ses lecteurs à s'émanciper de la bienséance et à désobéir ». Télérama, dubitatif sur le principe de l'adaptation, se montre finalement convaincu, évoquant une « mise en scène bondissante » et attribuant une note TT. A contrario, Le Monde, par la voix de Thomas Sotinel, déplore un film « à la délicatesse d'un train à grande vitesse », très éloigné de l'« aquarelle edwardienne » et « bucolique » de Beatrix Potter.
En Belgique, La Libre reconnaît « un pari risqué mais réussi ».